# Goljam Perelik
Goljam Perelik (bulharsky Голям Перелик) je s výškou 2191 m n. m. nejvyšším vrchem v pohoří Rodopy.
Leží v jižním Bulharsku ve Smoljanské oblasti, asi 19 km západně od města Smoljan a 5 km severně od hraníc s Řeckem. Na vrcholové plošině se nachází vojenské objekty, ke kterým vede asfaltová cesta. Vrch je lehce přístupný od chaty Perelik.